# كريمة أوشان
كريمة أوشن (مواليد 1969)، هي كاتبة هولندية من أصول منطقة الريف - شمال المغرب.
ولدت عام 1969 في منطقة آيت توزين في وسط الريف شمال المغرب، في سن السابعة هاجرت مع عائلتها إلى هولندا واستقرت بمدينة آمرسفورت وفي سن 15 أجبرها والدها على العودة إلى المغرب. وفي عام 1997 عادت إلى هولندا وأكملت دراستها في مجال الترجمة بمدينة ماستريخت.

## من مؤلفاتها
- «الرسالة التي لم أكتبها لأبي»

## الجوائز
- جائزة «Jenny Smelik-IBBY-prijs».